# Merete Amdisen
Merete Amdisen (født 26. marts 1972) er borgmester i Ishøj Kommune siden 1. januar 2022. Hun blev valgt til posten 9. december 2021 under et konstituerende byrådsmøde. Hun blev uddannet lærer i 1997.